# Årslev-Hørning Kommune
Årslev-Hørning Kommune var en dansk sognekommune i Randers Amt fra 1852 til 1970. Kommunen blev oprettet 1. januar 1852 ved deling af Årslev-Hørning-Lime Kommune og bestod af Årslev Sogn og Hørning Sogn.
Ved kommunalreformen i 1970 blev Årslev-Hørning Kommune indlemmet i Sønderhald Kommune. Da Sønderhald Kommune blev delt ved strukturreformen i 2007, kom den tidligere Årslev-Hørning Kommune til Randers Kommune.